# Чепаково (Моркинський район)
Чепа́ково (рос. Чепаково, марій. Чопак) — присілок у складі Моркинського району Марій Ел, Росія. Входить до складу Шиньшинського сільського поселення.

## Населення
Населення — 101 особа (2010; 124 у 2002).
Національний склад (станом на 2002 рік):
- марі — 100 %